# Vihtaniemi (halvö)
Vihtaniemi är en halvö i Finland. Den ligger i Tuusniemi i landskapet Norra Savolax, i den centrala delen av landet, 300 km nordost om huvudstaden Helsingfors.